# Peștera Muierilor
Peștera Muierilor, ou Peștera Muierii (« grotte des Femmes » en roumain), est une grotte dotée d'un réseau karstique complexe, située dans la commune de Baia de Fier, dans le județ de Gorj, en Roumanie. On y a trouvé d'abondants restes d'ours des cavernes ainsi qu'un crâne humain daté du Paléolithique supérieur.

## Datation
Le crâne humain trouvé dans la peștera Muierilor est daté d'environ 34 000 ans avant le présent,. Il a été mis au jour en 1952. De semblables vestiges ont été trouvés dans la grotte voisine de Cioclovina, datés d'environ 29 000 ans AP. Ces deux grottes ont donc livré des fossiles un peu moins anciens que ceux de la peștera cu Oase, datés d'environ 40 000 ans AP.

## Morphologie
Le crâne humain est celui d'une femme avec des traits humains modernes, incluant un front haut, une petite mâchoire et de petites arcades sourcilières. Malgré la grande voûte crânienne, l'os occipital forme un dôme distinct, un trait normalement associé aux Néandertaliens. Les os du visage en grande partie intacts indiquent une femme avec des « traits robustes ». Cette mosaïque de caractères reflète celle des découvertes de la peștera cu Oase, indiquant de possibles mélanges avec Néandertal ou des traits robustes archaïques (ou les deux).

## Paléogénétique

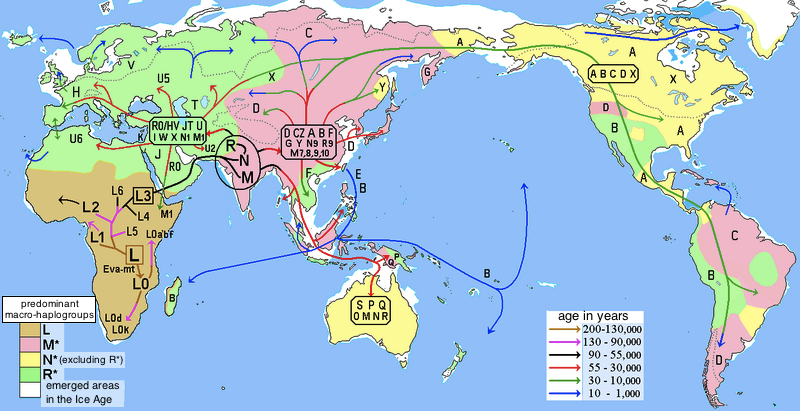
Migrations humaines et haplogroupes mitochondriaux

En 2016, une étude paléogénétique dirigée par le professeur Concepción de la Rúa Vaca de l'université du Pays basque, en collaboration avec des chercheurs suédois, néerlandais et roumains, a permis de récupérer la séquence complète du mitogénome de la femme de Pestera Muierii (PM1) à partir de deux de ses dents. Ce génome mitochondrial correspond à la lignée basale U6. La femme de Pestera Muierii faisait partie de la première population de notre espèce qui peuplait l'Europe, après l'expansion eurasienne d'Homo sapiens venu d'Afrique,. La lignée U6 n'est plus présente aujourd'hui en Europe, mais c'est de cette lignée que descendent les haplogroupes U6 qui existent aujourd'hui principalement dans les populations d'Afrique du Nord.
L'étude avance l'hypothèse que certaines populations de la lignée U6 auraient entrepris un retour de l'Eurasie vers l'Afrique au début du Paléolithique supérieur, il y a environ 40 000 ans. L'absence de fossiles humains connus dans le nord de l'Afrique pour cette période ne permet toutefois pas de prouver un tel retour vers l'Afrique dès cette époque ancienne.